# Equipe chilena na Copa Billie Jean King
A equipe chilena na Copa Billie Jean King representa o Chile na Copa Billie Jean King, principal competição de tênis feminina por equipes do mundo. É administrada pela Chile Tennis Federation.

## História
O Chile competiu pela primeira vez em 1968. Seus melhores resultados foram a 1ª fase de 1978 e os play-offs do Grupo Mundial de 1996.

## Última convocação
Para o Grupo I das Américas de 2023, entre 11 e 15 de abril:
- Daniela Seguel
- Fernanda Labrana
- Alexa Guarachi
- Paloma Goldsmith Weinreich
- Antonia Vergara Rivera